# Ешич, Александар
Александар Ешич (серб. Александар Јешић; 13 сентября 1994, Горни-Милановац, Союзная Республика Югославия) — сербский футболист, полузащитник клуба «Омладинац».

## Карьера
Александар является воспитанником футбольной школы «Бораца» из Чачака.
10 декабря 2011 года Ешич дебютировал в Суперлиге Сербии, выйдя на замену в гостевой встрече со «Спартаком Златибор Вода».
В сезоне 2012/13 «Борац» выступал в Первой лиге, где Александар провёл 4 матча.
В начале 2013 года Ешич перешёл в белградский ОФК. 17 марта 2013 года полузащитник провёл первую игру в новом клубе, выйдя в стартовом составе на матч с «Партизаном».
Летом 2016 года полузащитник перешёл в «Вождовац».